# Большесидоровское
Большеси́доровское (адыг. Сидоровышху) — село в Красногвардейском муниципальном районе Республики Адыгеи России. Административный центр Большесидоровского сельского поселения.

## География
Село находится на берегу реки Псенафа, на расстоянии 22 км к юго-востоку от села Красногвардейское, административного центра района.

## История
Село основано в 1881 году. В 1910 году крупнейшим землевладельцем в хуторе был И. П. Сидоров, в честь которого, возможно, был назван хутор. До революции село было хутором Сидоров. После переименования хутора Поповский в Малый Сидоров село было также переименовано и получило современное название.

## Население
| 2002  | 2010  | 2013  | 2014  | 2015  | 2016  | 2017  |
| ----- | ----- | ----- | ----- | ----- | ----- | ----- |
| 1643  | ↘1499 | ↗1501 | ↗1526 | ↗1548 | ↘1544 | ↘1525 |
| 2018  | 2019  | 2020  | 2021  | 2023  | 2024  |       |
| ↗1538 | ↗1547 | ↗1561 | ↗1744 | ↘1732 | ↘1707 |       |

### Национальный состав
По данным Всероссийской переписи 2021 года:
| Народ               | Численность, чел. | Доля от всего населения, % |
| ------------------- | ----------------- | -------------------------- |
| русские             | 1 358             | 77,87 %                    |
| азербайджанцы       | 266               | 15,25 %                    |
| армяне              | 39                | 2,24 %                     |
| цыгане              | 22                | 1,26 %                     |
| другие / не указано | 59                | 3,38 %                     |
| всего               | 1 744             | 100,0 %                    |

## Улицы
| - ул. Восточная, - пер. Восточный, - ул. Комсомольская, - ул. Красная, | - ул. Краснооктябрьская, - ул. Ленина, - ул. Мира, - ул. Набережная, | - ул. Озёрная, - ул. Садовая, - ул. Советская, - ул. Школьная. |

## Известные уроженцы
- Ищенко, Николай Александрович (1910—1945) — советский лётчик, майор, Герой Советского Союза.